# 悼む人
『悼む人』（いたむひと）は、天童荒太による日本の長編小説。第140回直木賞受賞作。『オール讀物』（文藝春秋）にて2006年10月号から2008年9月号まで連載された後、加筆修正を経て2008年11月に同社より刊行された。2012年、大森寿美男の脚本・堤幸彦の演出で舞台化され、同じ脚本・監督により映画化され2015年2月に公開された。
続編的扱いの作品として、本作の主人公・静人が書いた日記という体裁を取った『静人日記』（しずとにっき）がある。

## あらすじ
悼む人に関わる3人を軸として、悼む人の必要性、目的、人間の死生観などを浮き彫りにしていく。

## 登場人物
- 坂築静人(さかつき しずと)

悼む人。32歳。無職。新聞や雑誌などの情報を元に事件や事故の現場を訪れ、犠牲者を悼む。
元医療機器メーカーの営業職。年前に退職し、死を悼む旅に出る。
- 坂築巡子(さかつき じゅんこ)

静人の母。末期癌患者。58歳。病院を出て、神奈川県横浜市内の自宅での在宅ホスピスケアを受けている。
実家は鎌倉。12歳のとき兄の継郎(つぐお)(16歳)を白血病で亡くす。母親は肺癌で亡くす。
- 坂築鷹彦(さかつき たかひこ)

静人の父。対人恐怖症的性向あり。故郷は愛媛県今治市。絵が得意。
- 坂築美汐(さかつき みしお)

静人の妹。静人の5つ年下。都内の旅行代理店勤務。都内で一人暮らししていたが、母の在宅ケアに合わせ実家に戻る。
高久保英剛の子を妊娠。
- 蒔野抗太郎(まきの こうたろう)

都内大手出版社の記者(契約制の特派者)。同僚たちから「エグノ」(エログロの蒔野)と呼ばれている。北海道で発見された白骨遺体の事件をきっかけに静人と知り合う。
北海道函館市出身。亡き母の実家が函館にある。
バツイチ。元妻は京都で美術関連出版社の編集責任者の男性と再婚し息子(9歳)と3人で暮らす。
- 蒔野の父

　　悪性リンパ腫で入院中。余命僅か。声を失っている。
- 尾国理々子(おぐに りりこ)

蒔野の父の愛人。元銀座のバーのホステス。
- 奈儀倖世(なぎ ゆきよ)

夫を殺した罪で服役後、事件現場に戻ったところ、悼む行為をしていた静人と出会い、その後、行動を共にする。
- 甲水朔也(こうみず さくや)

奈儀倖世の夫。東北地方の寺院の長男。東大出身。幼い頃に実の母と死に別れ、義母が産んだ腹違いの弟がいる。幼い頃から神童と呼ばれる。寺の敷地に家庭内暴力の被害者女性のシェルターや高齢者施設などを設立し、仏様の生まれ変わりと慕われるが、裏の顔がある。
- 福埜怜司(ふくの れいじ)

静人の従弟。坂築鷹彦の妹・みのりの息子。美汐と同じ年。実家は滋賀県。都内の通信事業会社勤務でインターネット関連の管理運営。
- 高久保英剛(たかくぼ ひでゆき)

美汐の交際相手(元恋人)。高久保家の次男。兄は、県会議員の叔父の秘書をつとめる。都内の銀行に勤める。福埜怜司の大学時代の友人。
- 福埜みのり(ふくのみのり)

　　怜司の母。坂築鷹彦の妹。坂築巡子の大学時代(演劇部)の親友。滋賀県で小さな運送会社を経営。
- 海老原(えびはら)

　　都内大手出版社編集部の班デスク。蒔野の上司。
- 野平清実(のひら きよみ)

　　出版社編集部の社員。蒔野の後輩。新人記者。入社2年目
- 高久保英剛の兄
　県会議員の叔父の秘書。

## 舞台
2012年10月19日 - 10月28日にかけてのPARCO劇場での上演など、11都市で公演され、約5万人を動員した。

### キャスト
- 坂築静人 - 向井理
- 奈儀倖世 - 小西真奈美
- 蒔野抗太郎 - 手塚とおる
- 坂築美汐 - 真野恵里菜
- 坂築巡子 - 伊藤蘭

### スタッフ
- 原作 - 天童荒太
- 脚本 - 大森寿美男
- 演出 - 堤幸彦

## 映画
2015年2月14日に公開された日本映画。舞台版と同じく堤幸彦が監督、大森寿美男が脚本を担当した。主演は高良健吾。2014年3月22日にクランクインし、福島県や山形県、新潟県、関東近郊で5月上旬までの予定で撮影された。

### キャスト（映画）
- 坂築静人 - 高良健吾
- 奈儀倖世 - 石田ゆり子
- 甲水朔也 - 井浦新
- 坂築美汐 - 貫地谷しほり
- 福埜怜司 - 山本裕典
- 沼田響子 - 麻生祐未
- 沼田雄吉 - 山崎一
- 高久保大剛 - 眞島秀和
- 海老原 - 佐戸井けん太
- 水口（倖世のバイト先の店長） - 甲本雅裕
- 弁護士（倖世の裁判の弁護を担当） -堂珍嘉邦
- 中村（癌病棟の入院患者） - 大島蓉子
- 蒔野の父 - 上條恒彦
- 高久保英剛 - 生島翔
- 比田雅恵 - 戸田恵子
- 尾国理々子 - 秋山菜津子
- 野平清実 - 大後寿々花
- 坂築鷹彦 - 平田満
- 蒔野抗太郎 - 椎名桔平
- 坂築巡子 - 大竹しのぶ
- 坂築静人(幼少期) - 大西利空

キャスト出典：

### スタッフ（映画）
- 監督 - 堤幸彦
- 脚本 - 大森寿美男
- 原作 - 天童荒太『悼む人』（文春文庫刊）
- 音楽 - 中島ノブユキ
- 主題歌 - 熊谷育美「旅路」（テイチクエンタテインメント）
- 製作代表 - 木下直哉
- エグゼクティブプロデューサー - 武部由実子、長坂信人
- プロデューサー - 神康幸
- 音楽プロデューサー - 茂木英興
- 協力プロデューサー - 菅野和佳奈
- ラインプロデューサー - 利光佐和子
- 撮影 - 相馬大輔
- 照明 - 佐藤浩太
- 録音 - 渡辺真司
- 美術 - 稲垣尚夫
- 装飾 - 相田敏春
- 編集 - 洲崎千恵子
- Bカメラ - 川島周
- 現場編集 - 似内千晶
- VFX - 浅野秀二
- 音響効果 - 壁谷貴弘
- 助監督 - 日高貴士
- 制作担当 - 篠宮隆浩
- 監督補 - 高橋洋人
- 記録 - 奥平綾子
- 企画協力 - 文藝春秋
- 特別協力 - 朝日新聞社
- 製作 - キノフィルムズ
- 製作プロダクション - オフィスクレッシェンド
- 配給 - 東映
- 製作委員会 - 「悼む人」製作委員会（木下グループ、オフィスクレッシェンド）

### 封切り
全国184スクリーンで公開され、初週2015年2月14日・15日の全国映画動員ランキング（興行通信社調べ）では、動員4万8,556人、興収5,993万7,700円で初登場8位にランクインした。

### 受賞
- 第28回日刊スポーツ映画大賞・石原裕次郎賞（2015年）[9]
  - 主演男優賞（高良健吾）※ 『きみはいい子』と合わせて受賞。

## オーディオブック
綱島剛太郎と中村綾の朗読により、Audibleにてオーディオブックのデータ配信が2018年3月16日に上巻、同年4月16日に下巻が発売された。

## 関連本
- 『静人日記』文藝春秋、2009年 ISBN 9784163287201